# Prêtres de la doctrine chrétienne
Pour les articles homonymes, voir Doctrinaires.
Les Prêtres de la doctrine chrétienne (en latin  Congregatio Patrum Doctrinae Christianae) ou Doctrinaires constituent une congrégation cléricale de droit pontifical. Il ne faut pas les confondre avec la congrégation des Frères de la doctrine chrétienne.

## Historique
Après la lecture du catéchisme promu par le concile de Trente, César de Bus (1544 - 1607) décide de former un institut de catéchistes pour enseigner la religion aux enfants et aux pauvres. Il rassemble quelques prêtres et fonde les doctrinaires le 29 septembre 1592 à L'Isle-sur-la-Sorgue. Mgr Francesco Maria Tarugi, archevêque d'Avignon leur donne le monastère de Sainte-Praxède d'Avignon. L'institut est approuvé par Clément VIII par le bref Exposcit debitum du 23 décembre 1597. À la mort du fondateur en 1607, il y a trois maisons : Avignon, Toulouse et Brive la Gaillarde.
Par le bref du 9 avril 1616, Paul V les unit aux Clercs réguliers de Somasque les transformant en religieux de vœux solennels, une fraction des doctrinaires se sépare en 1619 « parce qu'on avait voulu changer les constitutions primitives de la société en y introduisant des vœux » et se réunit aux prêtres de la congrégation de l'Oratoire. Innocent X rétabli la congrégation le 30 juillet 1647. Le droit d'ouvrir des écoles et d'enseigner la grammaire, la rhétorique et la philosophie est confirmé le 19 avril 1658 par Alexandre VII
Au début du XVIIIe siècle et jusque vers 1745, la congrégation se rallie au cartésianisme avant de revenir vers une métaphysique plus traditionnelle.
Le 28 septembre 1725, Benoît XIII unit les pères de la doctrine chrétienne avec la congrégation éponyme de Naples fondée à Laurito le 2 décembre 1617 par Gianfilippo Romanelli Andrea Brancaccio et Pompeo Monfort. En 1726, Benoît XIII leur confie l'église Santa Maria in Monticelli de Rome. En 1747 ils absorbent l'archiconfrérie de la doctrine chrétienne ou agatistes (qui avait son siège à l'église Sant'Agata in Trastevere à Rome) fondé par Marco Sadi Cusani le 10 août 1560 pour enseigner le catéchisme près de la basilique Sant'Apollinare à Rome et érigé en confrérie par Paul V le 6 octobre 1607
Après la suppression de la Compagnie de Jésus, ils reprennent un certain nombre de leurs établissements dont le collège des jésuites de Bourges. Les prêtres de la doctrine chrétienne sont dispersés en 1792, beaucoup d'entre eux quittent la France ou sont tués (Eustache Félix, Claude Bochot, Joseph Raoulx) avant de se reformer plus tard après la Révolution française.

## Activités et diffusion

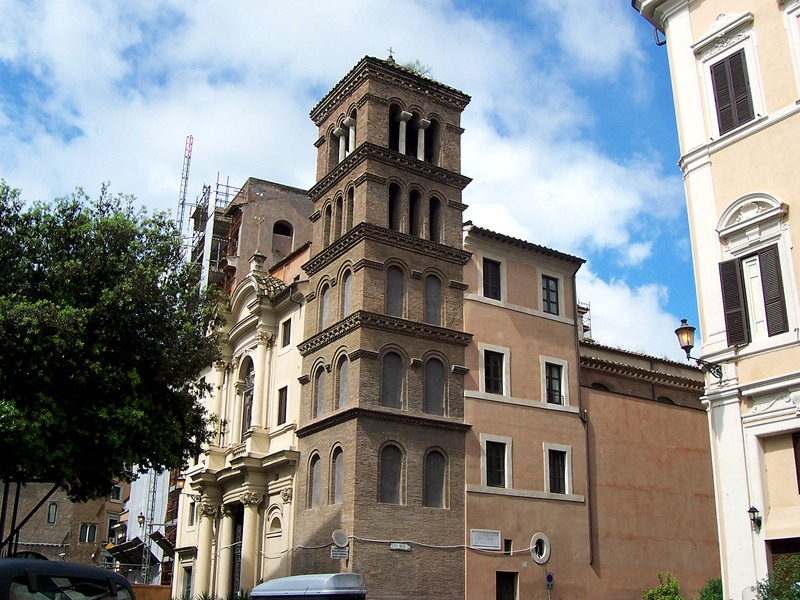
Siège de la congrégation à Rome via Santa Maria di Monticelli.

Les doctrinaires se dévouent surtout au ministère paroissial, au catéchisme et à l'édition de textes catéchétiques.
Ils sont présents en Italie, Inde, Brésil et au Burundi.
La maison généralice se trouve à Rome, au couvent de l'église Santa Maria in Monticelli.
Au 31 décembre 2005 ils étaient 93 religieux (dont 58 prêtres) répartis dans dix-huit maisons. En décembre 2010, ils étaient 89 religieux (dont 58 prêtres) répartis dans dix-sept maisons.